# Доній Десинець
Доній Десинець (хорв. Donji Desinec) — населений пункт у Хорватії, у Загребській жупанії у складі міста Ястребарсько.

## Населення
Населення за даними перепису 2011 року становило 799 осіб.
Динаміка чисельності населення поселення:

## Клімат
Середня річна температура становить 10,44 °C, середня максимальна – 24,50 °C, а середня мінімальна – -6,12 °C. Середня річна кількість опадів – 1051 мм.
| Клімат поселення                              | Клімат поселення | Клімат поселення | Клімат поселення | Клімат поселення | Клімат поселення | Клімат поселення | Клімат поселення | Клімат поселення | Клімат поселення | Клімат поселення | Клімат поселення | Клімат поселення | Клімат поселення |
| Показник                                      | Січ.             | Лют.             | Бер.             | Квіт.            | Трав.            | Черв.            | Лип.             | Серп.            | Вер.             | Жовт.            | Лист.            | Груд.            |                  |
| Середній максимум, °C                         | 6,13             | 8,25             | 12,55            | 16,85            | 21,47            | 24,50            | 24,22            | 23,66            | 19,94            | 14,78            | 8,96             | 5,00             |                  |
| Середня температура, °C                       | 0,01             | 2,11             | 6,43             | 10,72            | 15,35            | 18,38            | 20,18            | 19,61            | 15,88            | 10,72            | 4,90             | 0,94             |                  |
| Середній мінімум, °C                          | −6,12            | −4,01            | 0,30             | 4,60             | 9,22             | 12,24            | 16,12            | 15,54            | 11,82            | 6,66             | 0,86             | −3,12            |                  |
| Норма опадів, мм                              | 57               | 57               | 72               | 82               | 86               | 110              | 101              | 100              | 101              | 102              | 104              | 79               |                  |
| Середньомісячна швидкість вітру, м/с          | 1.48             | 1.60             | 2.00             | 1.97             | 1.80             | 1.70             | 1.60             | 1.50             | 1.40             | 1.41             | 1.51             | 1.50             |                  |
| Середньомісячна сонячна радіація, кДж/м²·день | 4109             | 6862             | 10400            | 14860            | 19029            | 20987            | 21888            | 18962            | 13929            | 8645             | 4543             | 3347             |                  |
| --------------------------------------------- | ---------------- | ---------------- | ---------------- | ---------------- | ---------------- | ---------------- | ---------------- | ---------------- | ---------------- | ---------------- | ---------------- | ---------------- | ---------------- |
| Джерело:                                      |                  |                  |                  |                  |                  |                  |                  |                  |                  |                  |                  |                  |                  |